# Каримов, Равиль Нургалиевич
Каримов Равиль Нургалиевич (1 января 1936 — 24 марта 2018)  —  выпускник Московского энергетического института (МЭИ) (1962), кандидат технических наук (1968), заведующий кафедрой «Автоматизированные системы управления» Саратовского политехнического института (1972—1980), профессор кафедры «Прикладные информационные технологии»  Международного факультета прикладных информационных технологий СГТУ имени Гагарина Ю.А. (2003—2011), Почетный работник высшего профессионального образования РФ (2000).

## Биография
Родился 1 января 1936 года в деревне Байсары Киясовского района УАССР.
Отец, Нургалий Набиевич Каримов (1894—1992), крестьянин, работал председателем колхоза в Киясовском районе УАССР. Мать, Шамсиямал Сидтиковна (1894—1966), работала в колхозе .
В 1951 году окончил полный курс семилетней школы села Мушак. В 1954 году окончил Киясовскую среднюю школу, затем два года работал старшим пионервожатым в Тимеевском детском доме в Киясовском районе УАССР .
В 1955 году поступил на энергетический факультет Московского энергетического института (МЭИ), который окончил в 1962 году по специальности «Автоматизация производственных процессов» .

### Трудовая деятельность
С 1962 по 1964 год работал ассистентом, затем старшим преподавателем на кафедре «Автоматизация производственных процессов» металлургического факультета Иркутского политехнического института . С 1964 по 1967 год обучался в очной аспирантуре МЭИ .
После окончания аспирантуры был направлен в Саратовский политехнический институт (СПИ), где работал старшим преподавателем на кафедре «Автоматика и телемеханика» (1968—1973) . В 1971 году Р.Н. Каримову присвоено ученое звание доцента по кафедре «Автоматика и телемеханика» .
С 1973 по 1980 год являлся заведующим кафедрой  «Автоматизированные системы управления» СПИ. В 1989 году - утвержден в ученом звании профессора кафедры «Автоматизированные системы управления». С 1980 по 1989 год работал доцентом на этой кафедре. С 30 июня 1989 года работал в должности профессора на кафедре «Системотехника» СПИ. 29 января 1992 года Госкомитетом СССР по народному образованию присвоено ученое звание профессора по кафедре «Системотехника» .
С 1995 по 2004 год, оставаясь профессором СГТУ, работал на кафедре «Автоматизированные системы обработки информации и управления» в Камышинском технологическом институте (филиале) Волгоградского государственного технического института , принимал активное участие в становлении ее педагогической и научной деятельности . Осуществил постановку наукоемких дисциплин «Обработка наукоемкой информации», «Теория вероятностей, математическая статистика и случайные процессы», «Специальные разделы случайных функций», поставил лабораторный практикум по этим дисциплинам. Активно участвовал в работе Государственных аттестационных комиссий по выпуску инженеров специальности «Автоматизированные системы обработки информации и управления» и бакалавров направления «Информатика и вычислительная техника», руководил выполнением квалификационных выпускных работ .

«Профессор Каримов — это стиль, качество, высочайший научный уровень и интеллигентность».— Благодарственный адрес от депутатов Камышинской городской Думы. Камышин. 2000-е гг.  
С 2003 по февраль 2011 год работал в должности профессора кафедры «Прикладные информационные технологии».
С февраля 2011 года находится на пенсии.

### Научная работа
В 1968 году в совете при МЭИ защитил диссертацию на соискание ученой степени кандидата технических наук по теме «Некоторые вопросы экспериментального исследования случайных процессов в промышленных системах автоматического регулирования». Научный руководитель работы — доктор технических наук, профессор С.Г. Герасимов .
Р.Н. Каримов является одним из основоположников методов обработки многомерных данных. Главные направления научной деятельности: статистические методы обработки многомерных данных в технике, медицине, социологии, экологии. Его научная школа признана в РФ
 и за рубежом. Под руководством Р.Н. Каримова защитили диссертации на соискание ученой степени кандидата технических наук А.А. Рейтер («Математические модели многокомпонентных временных рядов в системах газорасределения», Саратов, СГТУ, 2006 г. ),  А.П. Козлецов («Модели и методы предупреждения аварийных ситуаций и оценивания параметров надёжности систем», Саратов, СГТУ, 2007 г.) и др.
Р.Н. Каримовым опубликовано более 200 научных, учебных и учебно-методических трудов, в том числе 10 изобретений.  В числе работ Р.Н. Каримова 8 учебных пособий, включая пособие с грифом УМО для студентов вузов, 15 учебно-методических указаний, 3 монографии, 29 научных статей. Получено 2 авторские лицензии на программное обеспечение. Учебники и монографии профессора Каримова являются основной литературой в данной научной области в нашей стране.
В начале 2000-х годов научные разработки Р.Н. Каримова по обработке многомерных данных смешанной природы были использованы в медицинских исследованиях кафедры и клиники глазных болезней Саратовского государственного медицинского университета, внедрены в практическую медицину, используются в диагностировании и лечении больных.
Является инициатором применения статистических методов для решения задач экологии и повышения продуктивности водоемов Поволжья.
По программе Межвузовского комитета по прикладной математике и вычислительной технике  руководил городским семинаром «Проектирование и внедрение АСУ», курсами «Основы проектирования и построения АСУ» .
Участвовал в работе нескольких международных и российских научных конгрессов, симпозиумов и конференций по следующей тематике: обработка информации в системах управления технологическими процессами, исследования случайных сигналов в рамках бегущей волны, экологические основы внутренних водоемов, создание экспертных систем здравоохранения России.

### Публикации
Список научных и методических  трудов (1965—2010) .
В соавторстве с д.м.н., профессором Ю.Г. Шварцем Р.Н. Каримов  в 2007—2013 гг. участвовал в написании трех частей сборника «Статистика для врачей, биологов и не только…», изданного в СГМУ имени В.И. Разумовского. В 2014 году 3 части сборника объединены под названием «Статистика для врачей в понятном изложении» .

## Награды и звания
- Знак «Победитель социалистического соревнования 1976 года»;
- Почетная грамота Министерства общего и профессионального образования РФ (1996);
- Звание «Ветеран труда» (1998);
- Знак «Почётный работник высшего профессионального образования Российской Федерации» (2000);
- Благодарность губернатора Саратовской области (2001);
- Почетный работник СГТУ (2005);
- Почетная грамота Министерства образования Саратовской области (2008);
- Почетные грамоты СГТУ имени Гагарина Ю.А. (2001, 2008, 2010, 2011), КТИ (филиал) ВолГТУ (2004).

## Семья
Жена, Каримова (Абязова) Аминахан Ибрагимовна (род. 1938), окончила Московский энергетический институт, работала в Саратовском государственном техническом университете  старшим инженером-патентоведом. В семье двое детей .